# Koray Karaman
Koray Karaman (* 24. August 1973) ist ein ehemaliger türkischer Basketballspieler und -trainer.

## Werdegang
Der auf der Innenposition eingesetzte, 2,02 Meter große Karaman spielte in der höchsten türkischen Liga von 1991 bis 1994 sowie 1997/98 bei Pınar Karşıyaka. 2000/01 stand er bei Egepen Altay sowie 2002/03 bei Göztepe unter Vertrag.
2003 wechselte er nach Deutschland, dem Heimatland seiner Ehefrau, zum Zweitligisten TV 1862 Langen. Er spielte bis 2009 für die Mannschaft und wurde beruflich als Sportlehrer tätig. In der Saison 2011/12 war er Trainer der Oberligamannschaft des BC Wiesbaden, beim EOSC Offenbach war er von 2016 bis 2019 als Basketballtrainer beschäftigt. 2019 übernahm er in Langen das Traineramt bei der mittlerweile in der 1. Regionalliga antretenden Herrenmannschaft. Dieses hatte er bis Anfang Dezember 2021 inne.